# جائزة بلنسية الكبرى للدراجات النارية 2007
جائزة بلنسية الكبرى للدراجات النارية 2007 هو سباق دراجات نارية أقيم بتاريخ 4 نوفمبر 2007 في حلبة ريكاردو تورمو. كان الجولة الثامنة عشر من أصل 18 في سباق الجائزة الكبرى للدراجات النارية موسم 2007. فاز داني بيدروسا بفئة الموتو جي بي بينما جاء كيسي ستونر في المركز الثاني وحصل على المركز الثالث جون هوبكنز.

## وصلات خارجية
- الموقع الرسمي